# Geovanny Caicedo
Banner Geovanny Caicedo Quiñónez (Esmeraldas (Equador), 28 de março de 1981) é um futebolista profissional equatoriano que atua como defensor, atualmente defende o Fuerza Amarilla.

## Carreira
Geovanny Caicedo fez parte do elenco da Seleção Equatoriana de Futebol da Copa América de 2011.